# Pycreus fluminalis
Pycreus fluminalis là loài thực vật có hoa trong họ Cói. Loài này được (Ridl.) Rendle miêu tả khoa học đầu tiên năm 1899.